# Феокатогносты
Феокатогно́сты  (др.-греч. θεοκαταγνῶσται от др.-греч. θεός — «Бог» + др.-греч. κατά-γνωσις — «невысокое мнение, пренебрежительное отношение, осуждение, порицание»; лат. theocatagnostae; ст.‑слав. богоѹкорьници) или богоху́льники (др.-греч. βλάσφημοι от др.-греч. βλάπτω — «повреждать, наносить ущерб, вредить» + др.-греч. φήμη — «речь, слова»; лат. blasphemi; ст.‑слав. хѹльници) — еретики, описанные Иоанном Дамаскиным в книге «О ста ересях вкратце», 92 ересь. Какая численность этих еретиков и как долго они существовали Иоанн Дамаскин не сообщает, он говорит лишь о том, что это были люди дерзкие и богохульные, которые находили осуждение в некоторых словах и делах Бога и преданных ему святых лиц, а также в Божественных Писаниях.